# Parelloop 2024
De Parelloop 2024 vond plaats op zondag 7 april 2024 in Brunssum.  Het was de 34e editie, naast de hoofdafstand van 10 km werden er ook wedstrijden over 5 km, 2,5 km en kidsruns georganiseerd.
Bij de mannen won de Keniaan Alex Kibet in een tijd van 29.19 en bij de vrouwen won de Belgische Imana Truyers in 35.36. Er was veel wind tijdens de wedstrijd, waardoor er geen snellere tijden werden gelopen

## Uitslagen[2]

### Mannen
| Plaats | Naam                 | Land       | Tijd  |
| ------ | -------------------- | ---------- | ----- |
| Goud   | Alex Kibet           | Kenia      | 29.19 |
| Zilver | Mustefa Kedir        | Ethiopië   | 29.20 |
| Brons  | Dolphine Chelimo     | Oeganda    | 29.23 |
| 4      | Nicolas Schyns       | België     | 29.37 |
| 5      | Jacob Simonsen       | Denemarken | 29.39 |
| 6      | Maximilian Thorwurth | Duitsland  | 29.43 |
| 7      | Edwin Sjerps         | Nederland  | 29.53 |
| 8      | Floris Willeboordse  | Nederland  | 30.28 |
| 9      | Yonas Kinde          | Luxemburg  | 30.30 |
| 10     | Getachew Niguse      | Ethiopië   | 30.36 |

### Vrouwen
| Plaats | Naam                 | Land                | Tijd  | Opmerking                        |
| ------ | -------------------- | ------------------- | ----- | -------------------------------- |
| Goud   | Imana Truyers        | België              | 35.36 |                                  |
| Zilver | Ruth van der Meijden | Nederland           | 36.31 | 1e V35                           |
| Brons  | Olivia Peel          | Verenigd Koninkrijk | 39.25 |                                  |
| 4      | Cheryl Konijn        | Nederland           | 41.41 |                                  |
| 5      | Moniek Grouls        | Nederland           | 42.41 | Liep prestatie- en Recreatie Run |

1. ↑  Jessen, Maurice, Kibet en Truyers snelste atleten tijdens Parelloop. www.l1nieuws.nl (7 april 2024). Geraadpleegd op 9 april 2024.
2. ↑  Uitslagen Brunssum Parelloop 2024. evenementen.uitslagen.nl. Geraadpleegd op 9 april 2024.

1989 ·
1990 ·
1991 ·
1992 ·
1993 ·
1994 ·
1995 ·
1996 ·
1997 ·
1998 ·
1999 ·
2000 ·
2001 ·
2002 ·
2003 ·
2004 ·
2005 ·
2006 ·
2007 ·
2008 ·
2009 ·
2010 ·
2011 ·
2012 ·
2013 ·
2014 ·
2015 ·
2016 ·
2017 ·
2018 ·
2019 ·
2020 (afgelast) ·
2021 (afgelast) ·
2022 ·
2023 ·
2024